# Romana Iżycka-Fedorska
Romana Iżycka-Fedorska (ur. 1894, zm. 1975) – Polka uhonorowana medalem Sprawiedliwy wśród Narodów Świata.
Podczas II wojny światowej Romana Iżycka-Fedorska w swoim domu we Lwowie od 1942 r. ukrywała dwie Żydówki: Marię Schorr i jej córkę Zofię, które u niej doczekały końca wojny. Po jej zakończeniu obie wyjechały do Stanów Zjednoczonych, gdzie Zofia Schorr-Reiner została lekarzem ginekologiem.
15 listopada 2007 roku Romana Iżycka-Fedorska została pośmiertnie uhonorowana medalem Sprawiedliwy wśród Narodów Świata przyznawanym przez Instytut Jad Waszem. Podczas uroczystości w Sosnowcu z rąk Yossefa Levy'ego, wiceambasadora Izraela medal odebrała Magdalena Molencka z Katowic, wnuczka odznaczonej.